# Oleksiy Arestovych
Oleksii Mykolaiovych Arestovych (em ucraniano: Олексій Миколайович Арестович; nascido em 3 de agosto de 1975) é um ex-oficial da Direção-Geral de Inteligência da Ucrânia, blogueiro, ator, colunista político e militar. Ele foi um porta-voz do Grupo de Contato Trilateral sobre a Ucrânia. Arestovych trabalhou como Assessor de Comunicações Estratégicas do Escritório do Presidente da Ucrânia de dezembro de 2020 a janeiro de 2023.

## Infância
Oleksii Arestovych nasceu em Dedoplistsqaro, Geórgia. Seu pai era um polaco-bielorrusso e sua mãe uma russa da região de Voronej. Arestovych passou uma parte significativa de sua infância na Bielorrússia.

## Carreira militar
Arestovych é formado pela Academia Militar de Odessa e possui um diploma de tradutor militar. De acordo com dados que precisam de confirmação adicional, ele trabalhou na Direção-Geral de Inteligência do Ministério da Defesa da Ucrânia de 1994 a 2005 e é tenente-coronel da reserva.
Desde 2014, ele tem preparado unidades de combate sob o programa da Reserva Popular, sendo também organizador de um fundo de caridade para fornecer apoio psicológico aos militares na Zona de Operações Anti-terroristas (2014–2017).
De setembro de 2018 a setembro de 2019, ele serviu na Operação das Forças Conjuntas perto de Kramatorsk, na 72.ª Brigada Mecanizada, como oficial de inteligência.

## Carreira política
Em 2005, Arestovych ingressou no partido político de extrema-direita "Pátria", liderado por Dimitri Korchinskii. No início de 2009, junto com Korchynskyi, ele organizou a iniciativa cidadã "Tire todos para fora", cuja tarefa era "fazer com que as autoridades resolvam os principais problemas das pequenas e médias empresas e dos transportadores do país".
Em junho de 2009, foi nomeado vice-diretor da Administração do Distrito Prymorskyi do Conselho da Cidade de Odessa, mas foi demitido após três meses a seu próprio pedido.
Em 28 de outubro de 2020, Arestovych foi nomeado por Leonid Kravchuk como Assessor de Política de Informação e porta-voz oficial da delegação ucraniana no Trilateral Contact Group on Ukraine nas negociações de Minsk para resolver a guerra no Donbas. Em 1.º de dezembro de 2020, o Chefe do Escritório do Presidente da Ucrânia, Andriy Yermak, nomeou Oleksiy Arestovych seu assessor autônomo em comunicações estratégicas no campo da segurança nacional e defesa. Kravchuk, o chefe da Trilateral Contact Group, observou que a candidatura de Arestovych foi escolhida por sua experiência militar e por possuir visão e posição sobre questões que são objeto do Trilateral Contact Group.
Após o início da invasão da Ucrânia pela Rússia em 2022, Arestovych ficou conhecido por sua previsão de 2019 sobre a inevitabilidade de uma guerra com a Rússia. A partir do início da invasão em 24 de fevereiro de 2022, ele realizou briefings diários sobre a situação, como assessor do Chefe do Escritório do Presidente da Ucrânia. Esses vídeos lhe renderam um grande número de seguidores.
Ele também realiza conversas informais diárias sobre a invasão no canal do YouTube do advogado Mark Feygin.
Arestovych é organizador de seminários e treinamentos psicológicos e de um fundo de caridade para apoio psicológico aos militares.
Em agosto de 2022, Arestovych anunciou que planeja se candidatar à presidência da Ucrânia, caso Volodymyr Zelensky não se candidate a um segundo mandato.
Em 14 de janeiro de 2023, Arestovych fez um comentário equivocado de que um míssil Kh-22 russo havia destruído um prédio residencial de vários andares em Dnipro após ser atingido por um contra-ataque ucraniano. Em 16 de janeiro de 2023, o porta-voz do presidente russo Vladimir Putin, Dmitry Peskov, disse que a explicação de Arestovych sobre o que aconteceu em Dnipro em 14 de janeiro era plausível e culpou o lado ucraniano pela destruição. Após a indignação em relação aos comentários de Arestovych, ele pediu desculpas e renunciou em 17 de janeiro de 2023.